# Parque nacional Willi Willi
El parque nacional Willi Willi es un parque nacional en Nueva Gales del Sur (Australia), 325 km al noreste de Sídney. Es completamente visible desde Port Macquarie como una alta escarpadura al noroeste. El parque se encuentra entre los valles del Río Macleay y el Río Hastings e incluye el pináculo Kemps y el monte Banda Banda, ambos por encima de los 1100 metros sobre el nivel del mar.